# الشراعية (عبس)

تعديل مصدري - تعديل

الشراعية هي إحدى قرى عزلة بني عضابي بمديرية عبس التابعة لمحافظة حجة، بلغ تعداد سكانها 470 نسمة حسب تعداد اليمن لعام 2004.